# Пріслоп (Далбошец, Караш-Северін)
Пріслоп (рум. Prislop) — село у повіті Караш-Северін в Румунії. Входить до складу комуни Далбошец.
Село розташоване на відстані 332 км на захід від Бухареста, 51 км на південь від Решиці, 116 км на південний схід від Тімішоари.

## Населення
За даними перепису населення 2002 року у селі проживали 18 осіб, усі — румуни. Усі жителі села рідною мовою назвали румунську.